# Spodoptera litura
Espèce
Spodoptera litura, la Noctuelle rayée ou Spodoptère de Fabricius, est une espèce d'insectes lépidoptères (papillons) de la famille des Noctuidae et de la sous-famille des Noctuinae, originaire d'Asie du Sud et d'Asie du Sud-Est. Elle vit dans les zones cultivées et les plaines.
Cet insecte est un ravageur polyphage dont la chenille phyllophage est capable de détruire totalement le feuillage des plantes-hôtes. Elle attaque notamment de nombreuses plantes cultivées de grande importance économique, telles que le tabac, le coton, le soja, la betterave, le chou et le pois chiche. Elle est souvent confondue avec une espèce voisine, la Noctuelle méditerranéenne (Spodoptera littoralis).
Le papillon a une envergure moyenne de 3 à 4 cm. Il est nocturne.

## Synonymes
Selon BioLib (1 novembre 2019) :
- Mamestra albisparsa Walker, 1862
- Noctua elata Fabricius, 1781
- Noctua histrionica Fabricius, 1775
- Noctua litura Fabricius, 1775
- Prodenia ciligera Guenée, 1852
- Prodenia declinata Walker, 1857
- Prodenia evanescens Butler, 1884
- Prodenia glaucistriga Walker, 1856
- Prodenia subterminalis Walker, 1856
- Prodenia tasmanica Guenée, 1852